# Hano (Pueblo)
Hano liegt in 1,893 m Höhe über dem Meeresspiegel. Das Pueblo befindet sich in der Nähe von Walpi und Polacca auf der First Mesa in Navajo County in Arizona.
Nach dem Pueblo-Aufstand siedelte sich um 1700 eine vom Rio Grande stammende Gruppe von Tewas auf dem Gebiet des Hopi Indianerreservats an. Die Hopis gaben den Bewohnern den Namen “Hano / übersetzt: Leute aus dem Osten”.
Obwohl Hano auf einer alleinstehenden, trockenen Hochebene auf einem Tafelberg liegt, ist in frühen Berichten der spanischen Kolonialherren die Rede von mehrstöckiger Bebauung und von Mais, Bohnen, Baumwolle, Kürbissen und Tabak in großen Mengen. Bewässerungsgräben haben den Gemüseanbau ermöglicht.
Die Hano-Frau Nampeyo (* ca. 1856–1942) setzte die über 1000-jährige Töpfertradition der Gegend fort und belebte die Handwerkstradition der Sikyatki, die sie anhand von Tonscherben kennengelernt hatte, wieder neu. William Henry Jackson fotografierte Nampeyo und die Pueblos zum ersten Mal im Jahre 1875. Es folgten zahlreiche andere Fotografen, die sich diesem Sujet widmeten und Hano wurde um 1900 zu einer touristischen Attraktion.
Die Altäre in Hano, die zur Wintersonnenwenden Zeremonie genutzt wurden, sind Gegenstand anthropologischer Forschungen.